# Legión de María
La Legión de María (en latín : Legio Mariae , abreviatura posnominal L.OM ) es una asociación internacional de miembros de la Iglesia católica que la sirven de forma voluntaria.  Fue fundado en Dublín, como un movimiento católico mariano  por el laico y funcionario Frank Duff. .
Hoy en día, los miembros activos y auxiliares (en oración) suman un total de más de 10 millones de miembros en todo el mundo, lo que la convierte en la organización apostólica de laicos más grande de la Iglesia católica.
La membresía es más alta en Corea del Sur , Filipinas , Brasil , Argentina y la República Democrática del Congo , que tienen cada uno entre 250.000 y 500.000 miembros.
La membresía está abierta a aquellos que pertenecen a la Iglesia Católica y creen en su enseñanza. Su misión declarada es que los miembros activos sirvan a Dios bajo la bandera de María mediante las obras corporales y espirituales de la Misericordia , como se menciona en el Capítulo 33 del Manual de la Legión de María. 
El principal apostolado de la Legión son las actividades dirigidas a católicos y no católicos animándoles en su fe o invitándolos a convertirse en católicos. Esto generalmente se hace animándolos en oración, asistiendo a misa y aprendiendo más sobre la fe católica. Los miembros de la Legión se dedican principalmente a la realización de obras espirituales de misericordia, más que a obras de ayuda material.

## Historia
La Legión de María fue fundada por Frank Duff el 7 de septiembre de 1921 en Myra House, Francis Street, en Dublín .  Su idea era ayudar a los laicos católicos a cumplir sus promesas bautismales para poder vivir su dedicación a la Iglesia en una estructura organizada, sustentada por la fraternidad y la oración. La Legión se inspira en el libro Tratado de la verdadera devoción a la Santísima Virgen de Luis María Grignion de Montfort .
La Legión comenzó visitando a mujeres con cáncer en hospitales, pero pronto se volvió activa entre los más desamparados, sobre todo entre las prostitutas de Dublín. Posteriormente, Duff estableció el sistema de la Legión en el Manual de la Legión de María en 1928.
La Legión pronto se extendió por todo el mundo. Al principio, a menudo se encontró con desconfianza debido a su dedicación entonces inusual al apostolado laico . Después de que el Papa Pío XI lo elogiara en 1931, la Legión logró sofocar su desconfianza. 
La más destacada por difundir la legión fue Edel Quinn (1907-1944) por sus actividades en África en las décadas de 1930 y 1940. Su dedicación a la misión de la legión, incluso frente a su mala salud ( tuberculosis ) le produjo una gran admiración dentro y fuera de la legión. Actualmente se está llevando a cabo un proceso de beatificación para el legendario Quinn, así como para Duff y Alfonso Lambe (1932-1959), el entrañable enviado de la Legión a América del Sur.
El 27 de marzo de 2014, el secretario del Pontificio Consejo para los Laicos , monseñor Josef Clemens , entregó el decreto por el que la Legión es reconocida por la Santa Sede como Asociación Internacional de Fieles .